# Bienal Internacional de Arte de Beijing
La Bienal Internacional de Arte de Beijing (BIAB) es un bienal china para el arte contemporáneo internacional, llevada a cabo en Beijing. Ha tenido lugar desde entonces 2003, con un programa que estuvo empujado atrás un año en 2008 para coincidir con la olimpiada de Beijing. Está organizado por la Asociación de Artistas china y caracterizado por participación internacional diversa.

## Acontecimientos pasados

### 1.º Bienal - 2003
Llevada a cabo del 20 septiembre al 20 octubre, la primera bienal presentó 577 trabajos de 45 países.

### 2.º Bienal - 2005
Llevada a cabo del 20 de septiembre al 20 de octubre, en el Monumento de Milenio de la China, Beijing Museo de Arte Mundial, y Museo de Arte Nacional de China.  Presentó 600 trabajos de 50 países.

### 3.º Biennale - 2008
La tercera bienal se llevó a cabo del 8 de julio al 24 de agosto de 2008, bajo el título "Colores y Olimpismo". El biannual el programa era offset  por un año para coincidir con las Olimpiadas de Beijing, y tomados prestado de su tema.  Las exposiciones se realizaron en el Museo de Arte Nacional de China (8 de julio a 12 de agosto) y en la Sala de Exposición de la Academia Central de Bellas artes (7 de julio a 24 de agosto).  Presentó 747 trabajos por artistas de 81 países, incluyendo principalmente esculturas y pinturas. Según el curador Wang Yong, esto mostró ambas tendencias recientes en arte chino, y el interés global despertado por la pintura.

### 4.º Bienal - 2010
Llevada a cabo del 20 de septiembre al 4 de octubre de 2010 bajo el tema "Preocupación Medioambiental y Existencia Humana".  Presentó 535 artistas y 562 trabajos de 94 países.

### 5.º Bienal - 2012
Realizada del 28 de septiembre al 22 de octubre de 2012 bajo el tema "El Futuro y Realidad".  Presentó más de 700 trabajos de 84 países.